# Månsången
Månsången är en sång av Carl Jonas Love Almqvist. Den ingår i band I av den så kallade imperialoktavupplagan av Törnrosens bok, vilket utkom 1839. Själva sången föregås av en introduktion lagd i Richard Furumos mun. Liksom till de andra sångerna i Törnrosens bok trycktes den med notskrift. Den långa sången berättar en saga som utspelar sig i Viken under vikingatid. Efter sången följer ett musikaliskt efterspel.